# Boku no Hero Academia: World Heroes’ Mission
Boku no Hero Academia: World Heroes’ Mission (jap. 僕のヒーローアカデミア THE MOVIE ワールド ヒーローズ ミッション Boku no hīrō akademia za mūbī wārudo hīrōzu misshon) – japoński film animowany z 2021 na podstawie mangi My Hero Academia – Akademia bohaterów autorstwa Kōheia Horikoshiego, wyprodukowany przez studio Bones. Za reżyserię na podstawie scenariusza autorstwa Yōsuke Kurody odpowiadał Kenji Nagasaki. Premiera w japońskich kinach odbyła się 6 sierpnia 2021.

## Fabuła
Kult dnia zagłady znany jako Humarise wierzy, że indywidualności z czasem staną się tak potężne, że doprowadzą do zagłady ludzkości. Z tego powodu rozmieścili bomby na całym świecie wypełnione gazem „Trigger”, który zabija użytkowników indywidualności poprzez doprowadzenie ich mocy do niekontrolowanego poziomu, co kończy się ich śmiercią. Ich przywódca, Flect Turn, planuje użyć tych bomb, aby ocalić ludzkość poprzez wyeliminowanie populacji posiadającej supermoce.
Po tym, jak Humarise detonuje swoją pierwszą bombę Trigger, Światowe Stowarzyszenie Bohaterów wysyła profesjonalnych bohaterów oraz uczniów kursu bohaterów ze szkoły U.A. High do miejsc, które Humarise obrało za cele, z nadzieją na rozbrojenie pozostałych bomb. Izuku Midoriya, Katsuki Bakugo i Shoto Todoroki znajdują się wśród tych, którzy zostają wysłani do rzekomej głównej siedziby Humarise w kraju Otheon. Żaden z bohaterów nie znajduje śladów organizacji, więc zostają postawieni w stan gotowości. Podczas jednego z wyjść Izuku, Katsuki i Shoto natrafiają na napad rabunkowy na jubilera. Shoto i Katsuki ruszają w pościg za złodziejami, podczas gdy Izuku ściga ich kuriera – Rody’ego Soula, ulicznego sierotę, który podjął się tego zadania, aby zapewnić byt swojemu młodszemu rodzeństwu.
Tymczasem Alan Kay, naukowiec pracujący dla Humarise, ucieka z ważną teczką, ale zostaje zaatakowany przez agentkę Humarise, Beros, w wyniku czego rozbija samochód w samym środku pościgu Izuku i Rody’ego. Rody przypadkowo zabiera teczkę Kaya tuż przed tym, jak dopada go Izuku. Wkrótce potem zostają zaatakowani przez policję, lecz Izuku ucieka z Rodym, używając Blackwhipa. Izuku zostaje publicznie oskarżony o masowe morderstwo przez szefa policji Otheonu, który jest członkiem Humarise, i na radę Shoto postanawia zejść do podziemia. Izuku i Rody udają się do sąsiedniego kraju, Klayd, gdzie policja z Otheonu nie ma jurysdykcji. Izuku wysyła zaszyfrowaną wiadomość o nowej lokalizacji do Shoto, który razem z Katsukim rusza, by do nich dołączyć.
Tej nocy Rody zaczyna tęsknić za domem i potajemnie zgłasza teczkę na policję. Funkcjonariusze, którzy przyjeżdżają, okazują się agentami Humarise i atakują go. Obudzony przez ptasiego towarzysza Rody’ego – Pino, Izuku ratuje go, ale zostaje ranny w walce z Beros. Rody przeprasza Izuku, opatrując jego rany, i wyjaśnia, że jego ojciec porzucił rodzinę, by dołączyć do Humarise, co sprawiło, że on i jego rodzeństwo zostali wykluczeni ze społeczeństwa. Na granicy z Klayd zostają zaatakowani przez Beros, ale ratują ich Katsuki i Shoto, natomiast Beros popełnia samobójstwo, by uniknąć schwytania.
Później Izuku odkrywa ukrytą przegródkę w teczce, która zawiera łamigłówkę, którą Rody bawił się jako dziecko. Rody rozwiązuje ją i znajduje w środku pendrive oraz dysk z danymi. Na dysku znajduje się wiadomość od Kaya, który ujawnia, że on i Eddie Soul, ojciec Rody’ego, zostali zmuszeni przez Humarise do stworzenia bomb Trigger; urządzenie zawiera kod dezaktywacyjny do bomb, opracowany przez Kaya i Eddiego. Humarise ogłasza, że za dwie godziny zdetonują pozostałe bomby, co zmusza rozmieszczonych na całym świecie bohaterów do desperackich prób ich odnalezienia i walki z żołnierzami Humarise. Izuku i reszta wyruszają do siedziby Humarise z urządzeniem na pokładzie samolotu pilotowanego przez Rody’ego.
Katsuki i Shoto mierzą się z wysoko postawionymi złoczyńcami z Humarise, podczas gdy Izuku staje do walki z Flect Turnem, którego moc odbija wszystko, co wejdzie z nim w kontakt. Izuku zostaje przytłoczony przez naturalne zdolności obronne Flect Turna oraz jego wiązki laserowe. Rody przybywa i pozornie zdradza Izuku, przekazując urządzenie w zamian za bezpieczeństwo swojego rodzeństwa. Dzięki Pino, która okazuje się być świadomą indywidualnością Rody’ego, wyrażającą jego prawdziwe uczucia i intencje, Izuku orientuje się, że to podstęp i zaskakuje Flect Turna. Uświadamiając sobie, że moc Flect Turna ma granicę wytrzymałości, Izuku używa 100% mocy One For All i pokonuje przeciwnika serią potężnych ataków.
Tymczasem Rody udaje się do systemu sterowania bombami Trigger i mimo że zostaje ranny przez system obrony laserowej, on i Pino wkładają urządzenie na czas, uniemożliwiając aktywację bomb. W następstwie wydarzeń ocalałych członków Humarise aresztowano, a bohaterowie trafili do szpitala, gdzie zostali wyleczeni. Gdy Izuku wraca do Japonii, on i Rody żegnają się ze łzami w oczach. Klasa 1-A ponownie spotyka się w U.A., a Rody znajduje pracę w lokalnym barze i jednocześnie zaczyna realizować swoje marzenie o zostaniu pilotem.

## Obsada
| Postać                             | Seiyū                                |
| ---------------------------------- | ------------------------------------ |
| Izuku Midoriya / Deku              | Daiki Yamashita                      |
| Katsuki Bakugo / Dynamight         | Nobuhiko Okamoto                     |
| Shoto Todoroki / Shoto             | Yūki Kaji                            |
| Toshinori Yagi / All Might         | Kenta Miyake                         |
| Enji Todoroki / Endeavor           | Tetsu Inada                          |
| Keigo Takami / Hawks               | Yūichi Nakamura                      |
| Ochako Uraraka / Uravity           | Ayane Sakura                         |
| Momo Yaoyorozu / Creati            | Marina Inoue                         |
| Minoru Mineta / Grape Juice        | Ryō Hirohashi                        |
| Tsuyu Asui / Froppy                | Aoi Yūki                             |
| Kyoka Jiro / Earphone Jack         | Kei Shindō                           |
| Eijiro Kirishima / Red Riot        | Toshiki Masuda                       |
| Denki Kaminari / Chargebolt        | Tasuku Hatanaka                      |
| Fumikage Tokoyami / Tsukuyomi      | Yoshimasa Hosoya                     |
| Mezo Shoji / Tentacole             | Masakazu Nishida                     |
| Hanta Sero / Cellophane            | Kiyotaka Furushima                   |
| Tetsutetsu Tetsutetsu / Real Steel | Koji Okino                           |
| Tamaki Amajiki / Suneater          | Yūto Uemura                          |
| Nejire Hado / Nejire-chan          | Kiyono Yasuno                        |
| Hizashi Yamada / Present Mic       | Hiroyuki Yoshino                     |
| Claire Voyance                     | Yōko Honna                           |
| Yu Takeyama / Mt. Lady             | Kaori Nazuka                         |
| Ryuko Tatsuma / Ryukyu             | Kaori Yagi                           |
| Shinji Nishiya / Kamui Woods       | Masamichi Kitada                     |
| Taishiro Toyomitsu / Fat Gum       | Kazuyuki Okitsu                      |
| Ken Ishiyama / Cementoss           | Kenta Ōkuma                          |
| Kugo Sakamata / Gang Orca          | Shuhei Matsuda                       |
| Moe Kamiji / Burnin                | Misato Kawauchi                      |
| Salaam                             | Takuma Miyazono                      |
| WHA Director                       | Kiyomitsu Mizuuchi                   |
| Alan Kay                           | Hirofumi Nojima                      |
| Beros                              | Mariya Ise                           |
| Serpenters                         | Junya Enoki                          |
| Sidero                             | Yūichirō Umehara                     |
| Leviathan                          | Shōgo Sakata                         |
| Rogone                             | Yuuki Hayashi                        |
| Roro Soul                          | Naomi Ōzora                          |
| Lala Soul                          | Hina Natsume                         |
| Otheon Police commissioner         | Toshitsugu Takashina                 |
| Eddie Soul                         | Toshihiko Seki                       |
| Pino                               | Megumi Hayashibara                   |
| Flect Turn                         | Kazuya Nakai                         |
| Rody Soul                          | Ryō Yoshizawa Asisa Sekine (dziecko) |

## Produkcja
Przed premierą filmu Boku no Hero Academia: Heroes Rising w grudniu 2019, twórca mangi, Kōhei Horikoshi, stwierdził w lipcu, że „[prawdopodobnie] nie będzie trzeciego filmu”, uznając drugi film z serii za „pewnego rodzaju zakończenie My Hero Academia. Powodem jest to, że jego fabuła wykorzystuje jeden z pomysłów, które [Horikoshi] chciał wykorzystać w finałowej walce mangi”. W listopadzie 2020 wszystkie oficjalne konta na Twitterze związane z mangą, anime i filmami My Hero Academia opublikowały tweety, które po połączeniu tworzyły zdanie: „He will meet the three musketeers”. Każdy tweet zawierał linki prowadzące do grafik przedstawiających Katsukiego Bakugo, Izuku Midoriyę i Shoto Todorokiego, które razem tworzyły teaser trzeciego filmu z serii. Po tygodniu najnowsze wydanie magazynu „Shūkan Shōnen Jump” oficjalnie potwierdziło produkcję filmu, którego premiera została zaplanowana na lato.
W marcu 2021 ujawniono tytuł filmu: Boku no Hero Academia: World Heroes’ Mission. Ogłoszono również, że produkcja przedstawi oryginalną historię, a Kōhei Horikoshi będzie pełnił rolę głównego nadzorcy projektu oraz projektanta oryginalnych postaci. Dodatkowo ogłoszono, że Kenji Nagasaki zostanie reżyserem filmu w studiu Bones, a Yousuke Kuroda będzie odpowiadać za scenariusz. Yoshihiko Umakoshi został mianowany projektantem postaci.
Ryō Hirohashi dołączył do obsady filmu w maju 2021 jako oryginalna postać o imieniu Rody Soul. W czerwcu do obsady dołączyli również Kazuya Nakai jako Flect Turn – przywódca organizacji zagrażającej światu – oraz Megumi Hayashibara jako Pino, zaufana towarzyszka Rody’ego. Dodatkową obsadę filmu ujawniono w lipcu 2021, wśród której znaleźli się: Mariya Ise jako Beros, Junya Enoki jako Sir Pentas, Yūichirō Umehara jako Shidero, Shōgo Sakata jako Leviathan, Hirofumi Nojima jako Allen Kay oraz Yōko Honna jako Claire Voyance.

## Ścieżka dźwiękowa
W marcu 2021 ujawniono, że Yuki Hayashi skomponuje muzykę do filmu, a w czerwcu 2021 ogłoszono, że zespół Asian Kung-Fu Generation wykona utwór przewodni zatytułowany „Empathy” (jap. エンパシー). Oryginalna ścieżka dźwiękowa z filmu została wydana 6 sierpnia 2021 w Japonii przez Toho Animation Records, a w Stanach Zjednoczonych przez Milan Records.

## Wydanie
Film miał swoją premierę w Japonii 6 sierpnia 2021, a 28 sierpnia rozpoczęto jego pokazy w formacie 4D. Produkcja została wydana także na Blu-ray i DVD 16 lutego 2022.